# Merseytunnels
De Merseytunnels zijn drie tunnels onder de rivier de Mersey die Liverpool in het oosten verbinden met het schiereiland Wirral in het westen. Dit zijn de spoortunnel, Mersey Railway-tunnel (geopend in 1886), en twee wegtunnels: de Queenswaytunnel (geopend in 1934) en de Kingswaytunnel (geopend in 1971). De spoortunnel en de Queenswaytunnel verbinden Liverpool met Birkenhead, terwijl de Kingswaytunnel de verbinding vormt met Wallasey.
De wegtunnels zijn eigendom van Merseytravel en hebben een eigen politiedienst: de "Mersey Tunnels Police". In 1967 werd bekendgemaakt dat het "Mersey Tunnel Scheme" operationeel werd, waarbij er werd beweerd dat het toen het grootste gesloten televisiecircuit was voor een verkeersleiding buiten Noord-Amerika, en werd gekenmerkt door een groep van 22 CRT-monitoren.

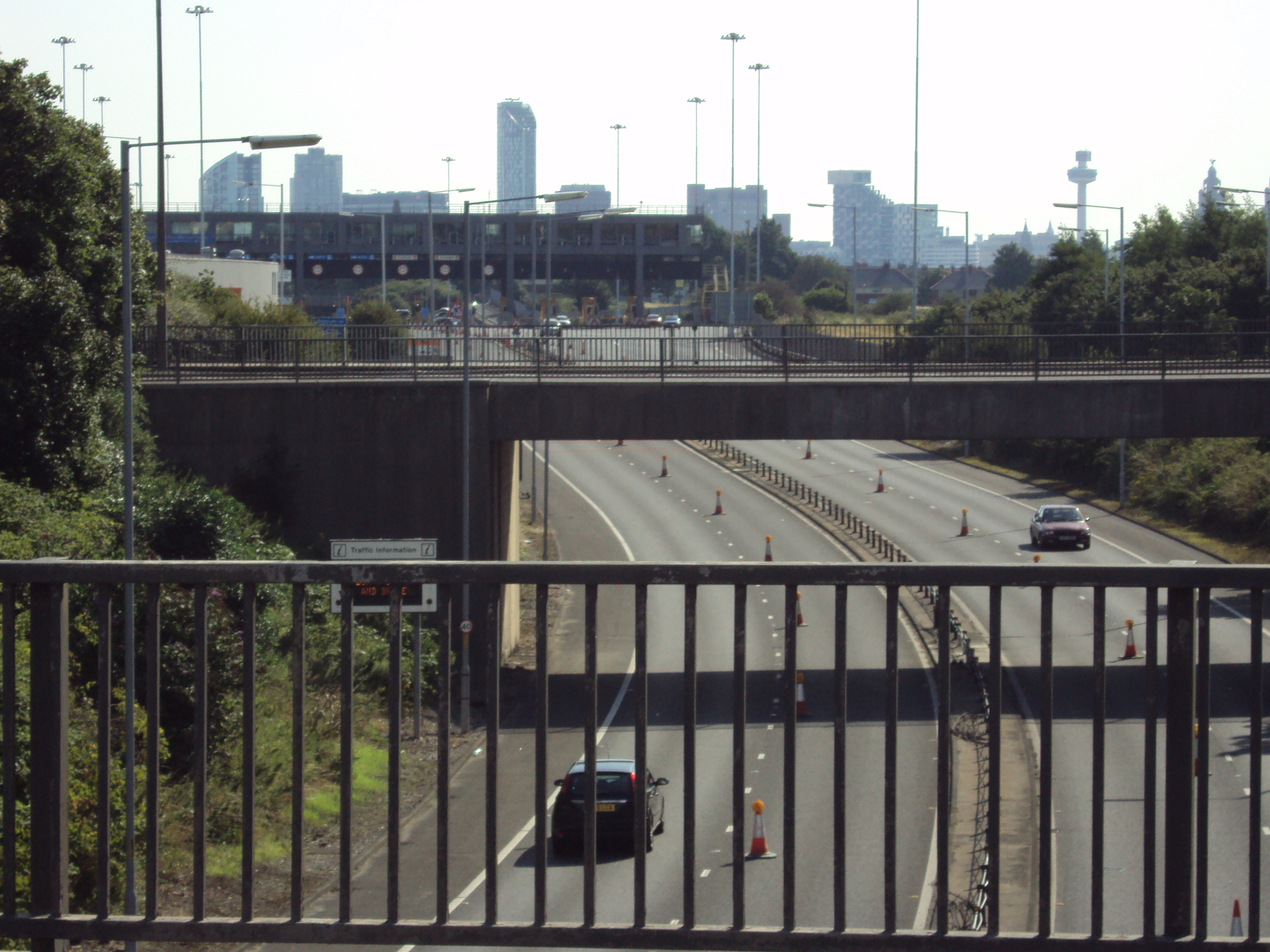
De ingang van de Kingswaytunnel te Wallasey
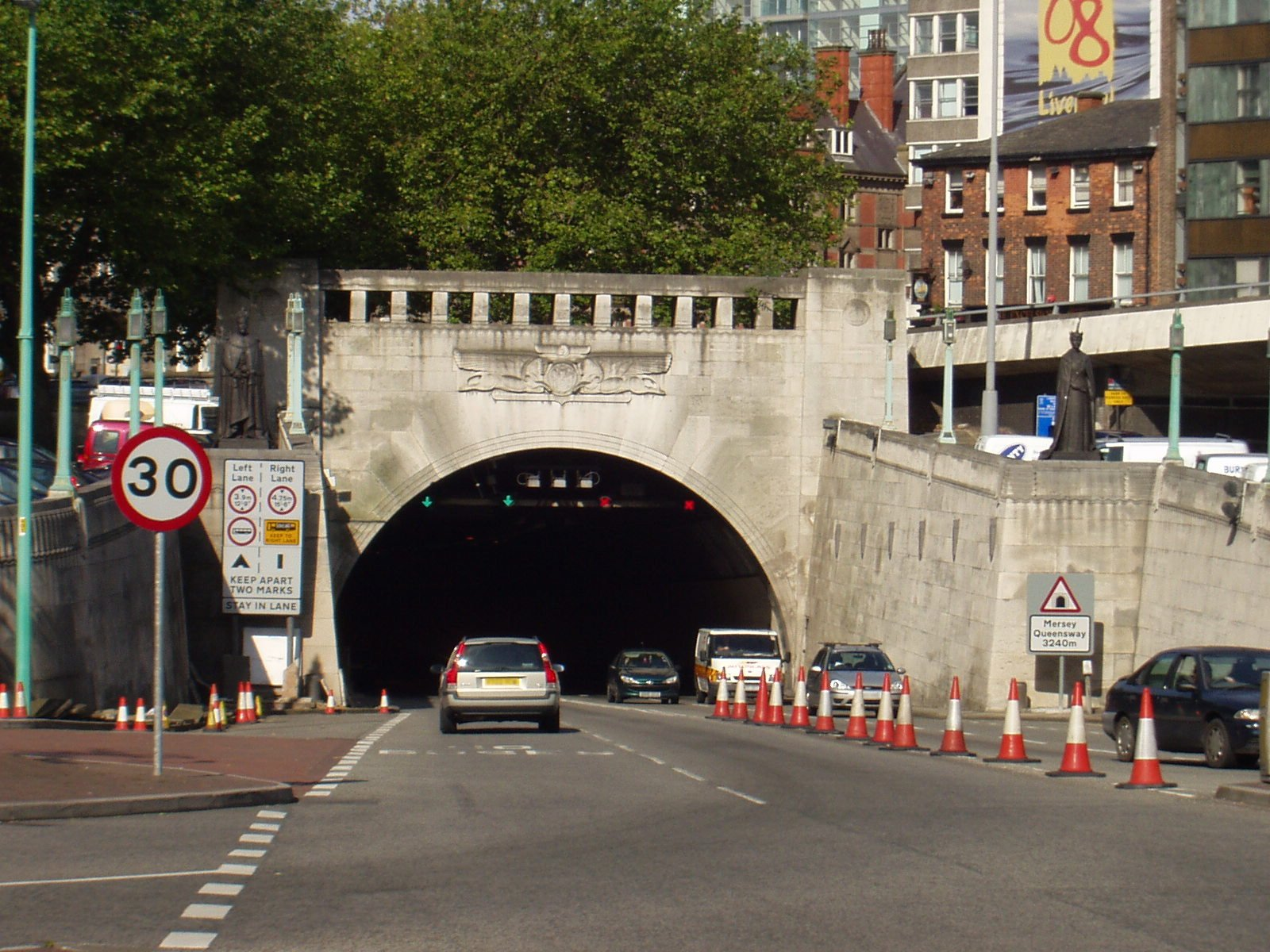
De ingang van de Queenswaytunnel in Liverpool